# 개보
개보(開寶, 968년 11월 ~ 976년 12월)는 북송 태조(太祖) 조광윤(趙匡胤)의 세번째 연호이다. 8년 1개월 가량 사용하였다. 태종(太宗) 조경(趙炅)이 즉위 후 태평흥국으로 개원할 때까지 사용하였다.
개보 연호를 차용한 십국(十國) 국가는 오월(吳越), 남당(南唐, 968년 11월 ~ 974년 윤 10월)이 있다.

## 개원
- 건덕(乾德) 6년 11월 24일[1](968년 12월 16일)에 연호를 개보(開寶)로 개원함.[2][3][4][5]

- 개보(開寶) 9년 12월 22일[6](977년 1월 14일)에 연호를 태평흥국(太平興國)으로 개원함.[7][8][4][5]

## 연대 대조표
| 개보       | 원년            | 2년                  | 3년        | 4년        | 5년        | 6년        | 7년             | 8년        | 9년        |
| 서기(西紀) | 968년           | 969년                | 970년      | 971년      | 972년      | 973년      | 974년           | 975년      | 976년      |
| 간지(干支) | 무진(戊辰)      | 기사(己巳)           | 경오(庚午) | 신미(辛未) | 임신(壬申) | 계유(癸酉) | 갑술(甲戌)      | 을해(乙亥) | 병자(丙子) |
| 요(遼)     | 응력(應曆) 18년 | 19년 보녕(保寧) 원년 | 2년        | 3년        | 4년        | 5년        | 6년             | 7년        | 8년        |
| 남한(南漢) | 대보(大寶) 11년 | 12년                 | 13년       | 14년       | -          | -          | -               | -          | -          |
| 북한(北漢) | 천회(天會) 12년 | 13년                 | 14년       | 15년       | 16년       | 17년       | 광운(廣運) 원년 | 2년        | 3년        |

## 동시대 연호

### 중국
요(遼)
- 응력(應曆) (951년 ~ 969년)
- 보녕(保寧) (969년 ~ 979년)

남한(南漢)
- 대보(大寶) (958년 ~ 971년)

북한(北漢)
- 천회(天會) (957년 ~ 973년)
- 광운(廣運) (974년 ~ 979년)

대리국(大理國)
- 순덕(順德) (968년)
- 명정(明政) (969년 ~ 985년)

호탄 왕국(于闐國)
- 동경(同慶) (912년 ~ 966년)
- 천존(天尊) (967년 ~ 977년)

### 베트남
- 타이빈(太平) (970년 ~ 980년)

### 일본
- 안나(安和) (968년 ~ 970년)
- 덴로쿠(天祿) (970년 ~ 973년)
- 덴엔(天延) (973년 ~ 976년)
- 조겐(貞元) (976년 ~ 978년)

## 같이 보기
- 중국의 연호 목록